# Antonio Marangolo
Antonio Marangolo (Catania, 22 luglio 1949) è un compositore, sassofonista e arrangiatore italiano.

## Biografia
Cresciuto in una famiglia di musicisti ad Acireale (il fratello minore è il noto batterista Agostino Marangolo), si trasferisce con la famiglia a Roma, dove inizia la sua attività; nel periodo tra il 1970 e il 1976 spazierà tra i ruoli di cantante rock e pianista, concentrandosi infine nell'attività di sassofonista a partire dal 1976.

Nel 1980 Marangolo dà inizio a diverse collaborazioni con autori affermati come Rita Pavone, Nada, Sergio Caputo, Ivano Fossati, Antonello Venditti e Ornella Vanoni.

Nel 1982 partirà la sua fortunata collaborazione con Paolo Conte, che durerà fino al 1990.

Nel 1983 scrive le musiche per il film Notturno di Giorgio Bontempi.
Da ricordare anche i suoi lavori con Claudio Lolli, Vinicio Capossela, Francesco Baccini, Sergio Endrigo, Miriam Makeba, Caterina Caselli, Max Manfredi e soprattutto Francesco Guccini, con il quale suona fin dal 1983 come sassofonista.
Nel febbraio del 2014 ha dato alle stampe il suo primo romanzo ("Complice lo specchio"), pubblicato da Mondadori ed ambientato nella sua Sicilia.

## Partecipazioni
- 1971: Flea on the Honey di Flea on the honey
- 1972: Topi o uomini di Flea on the Honey
- 1973: La Famiglia degli Ortega di La Famiglia degli Ortega
- 1975: Etna di Etna
- 1979: R. P. '80 di Rita Pavone
- 1979: Nada di Nada
- 1979: Santa Maria degli Oliver Onions
- 1980: Oggi le canto così, vol.2 Paoli e Tenco di Ornella Vanoni
- 1981: Panama e dintorni di Ivano Fossati
- 1983: Un sabato italiano di Sergio Caputo
- 1984: Fra la via Emilia e il West di Francesco Guccini
- 1984: Paolo Conte di Paolo Conte
- 1985: Concerti di Paolo Conte
- 1986: Venditti e segreti di Antonello Venditti
- 1987: Signora Bovary di Francesco Guccini
- 1987: Aguaplano di Paolo Conte
- 1988: Claudio Lolli di Claudio Lolli
- 1988: Paolo Conte Live di Paolo Conte
- 1990: All'una e trentacinque circa di Vinicio Capossela
- 1990: Amada mia di Caterina Caselli
- 1992: Nove pezzi facili di Claudio Lolli
- 1993: Parnassius Guccinii di Francesco Guccini
- 1996: D'amore di morte e di altre sciocchezze di Francesco Guccini
- 2000: Canzoniere copernicano dei Funambolici Vargas
- 2000: Stagioni di Francesco Guccini
- 2004: Ritratti di Francesco Guccini
- 2005: Kalungumachine di Peppe Consolmagno e Antonio Marangolo
- 2007: Controvento di Roberto Tardito
- 2011: Retrospettiva di Roberto Tardito
- 2012: L'ultima Thule di Francesco Guccini